# Emil Fackenheim
 (janvier 2015).
Si vous disposez d'ouvrages ou d'articles de référence ou si vous connaissez des sites web de qualité traitant du thème abordé ici, merci de compléter l'article en donnant les références utiles à sa vérifiabilité et en les liant à la section « Notes et références ».
Emil Ludwig Fackenheim est un philosophe et un rabbin réformé allemand né à Halle le 22 juin 1916 et mort le 18 septembre 2003. Il est l'auteur de plusieurs livres sur le judaïsme et le destin du peuple juif.

## Biographie
Il reçoit une formation dans la tradition du judaïsme réformé européen fortement influencé par l'esprit de la philosophie idéaliste allemande. Il se consacre d’abord à la philosophie avant de devenir rabbin. C'est un héritier de la pensée de Franz Rosenzweig et de Martin Buber. Lors de la Nuit de Cristal en novembre 1938, il est arrêté et interné dans le camp de concentration de Sachsenhausen près de Berlin. Emprisonné avec d’autres juifs, il est interpellé par l’un d’eux : « Vous avez étudié la théologie juive, n’est-ce pas Fackenheim ? Vous en savez donc bien plus que nous tous ici. Alors je vous demande ce que le judaïsme pourrait nous dire aujourd’hui ». Fackenheim garde le silence mais se promet de trouver un jour une réponse à cette question.
Il est libéré en 1939 et émigre au Royaume-Uni où ses parents le rejoignent. En tant qu'Allemand, il est emprisonné par les Britanniques au début de la Seconde Guerre mondiale et envoyé dans un camp d'internement au Québec.
Il est libéré et devient rabbin d'une petite synagogue réformée en Ontario de 1943 à 1948. Il entame ensuite une carrière de professeur de philosophie à l'université de Toronto avant de s'établir en Israël. Son œuvre interroge la Shoah par rapport à la tradition juive.

## Œuvres
- Penser après Auschwitz, Le Cerf, 1986
- La Présence de Dieu dans l'histoire, Verdier, 2004

## Études
- Norbert Waszek: Emil Ludwig Fackenheim (1916-2003): le retour à Hegel d'un lecteur juif allemand. - In: Les penseurs allemands et autrichiens à l’épreuve de l’exil. Ed. par Daniel Azuelos. Paris, Éditions Hermann, 2010,  (ISBN 978-2-7056-6968-3), p. 385-404.